# Pasportizace majetku
Pasportizace majetku je proces, ve kterém se sbírají informace a eviduje se hmotný a nehmotný majetek do databáze. V této databázi se nachází tzv. pasporty, které jsou nástrojem při správě majetku. Pasport v tomto případě slouží jako přehled o stavu jednotlivého majetku. Např. jaký je jeho technický stav nebo jako podklad při rozhodování o jeho provozu, údržbě, optimalizaci jeho nákladů a budoucím využití.
Dnes se pasportizace posunula z obyčejného výpisu majetku do pozice uceleného systému, díky němuž je možnost prostorová data ukládat, spravovat a analyzovat. Navíc není nutnost si pasportizaci nechat vyrobit specializovanou firmou. K tomu slouží Geografický informační systém (GIS), který umožní pracovat s velkým množstvím geografických, prostorových a dalších dat. Mnoho firem nabízí GIS aplikaci, díky níž můžete spravovat inženýrské sítě, katastr nemovitostí nebo změny území obce a měst.
Všechna potřebná data jsou k nalezení v Geoportálu, přes který je možné majetek spravovat. Firem tvořících tyto nástroje je dnes již více. Např. GisOnline.cz od firmy TopGis.

## Pasport
Výsledkem pasportizace je pasport. Pasportů je několik druhů, které se rozdělují podle účelu, ke kterému byl vytvořen:
- Stavební
- Technický
- Technologický
- Prostorový
- a další[4]

## Využití pasportizace
Je několik možností využití pasportizace, resp. toho co lze pasportizovat: 
- Komunikace a dopravní značení
- Veřejné osvětlení
- Zeleň
- Inženýrské sítě
- a další[5]